# Crostau
Crostau is een plaats en voormalige gemeente in de Duitse deelstaat Saksen, en maakt deel uit de gemeente Schirgiswalde-Kirschau in de Landkreis Bautzen.